# Fuzzy Duck
I Fuzzy Duck sono stati un gruppo progressive rock britannico originario di Londra, formatosi nel 1970. Il loro omonimo e unico album Fuzzy Duck fu pubblicato nel 1971.
Il gruppo era formato Mick Hawksworth dei Five Day Week Straw People e degli Andromeda, dal tastierista Roy Sharland dei Crazy World of Arthur Brown, e dal batterista Paul Francis dei Tucky Buzzard (e più tardi dei Tranquility).
Il gruppo si sciolse dopo la pubblicazione dell'album che, negli anni seguenti e in particolare dagli anni novanta in poi, è stato ristampato numerose volte da diverse etichette, non solo nel Regno Unito ma anche in Germania, Spagna, Italia e Giappone, ed è considerato un classico del suo genere, molto richiesto.

## Formazione
- Mick Hawksworth – basso, chitarra a dodici corde, violoncello elettrico, voce
- Grahame White – chitarra elettrica, chitarra acustica, voce
- Garth Watt Roy – chitarra elettrica, voce
- Paul Francis – batteria, percussioni
- Roy Sharland – tastiera, voce

## Discografia

### Album in studio
- 1971 – Fuzzy Duck

### Singoli
- 1971 – Double Time Woman/Just Look Around You
- 1971 – Big Brass Band/One More Hour